# Tratado de amistad y alianza entre el gobierno de Mongolia y el Tíbet

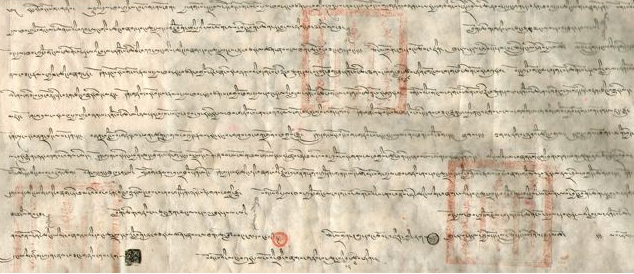
El Tratado.

El 2 de febrero de 1913, se firmó en Urga (hoy Ulán Bator) un Tratado de amistad y alianza entre el gobierno de Mongolia y el Tíbet. Sin embargo, existen dudas sobre la autoridad de los signatarios tibetanos para firmar el tratado, y por lo tanto sobre si el mismo constituye un contrato válido.

## Firma del tratado y validez
Después de la caída de la dinastía Qing, en 1911, el Reino del Tíbet y el Kanato de Mongolia declararon su independencia formal y designaron a un lama como jefe de Estado, aunque ninguno de los dos países fue reconocido por China.
Por medio de este tratado, Mongolia y el Tíbet se reconocían mutuamente y establecían una alianza. Por parte de Mongolia firmaron el acuerdo el ministro de Asuntos exteriores Da Lama Ravdan y el general Manlaibaatar Damdinsüren; los representantes del Tíbet fueron Agvan Dorjiev, de etnia buriata y con ciudadanía rusa; Chijamts, y Gendun-Galsan, con ciudadanía tibetana. Hay algunas dudas sobre la validez de este tratado, porque el decimotercer dalái lama negó que autorizara Dorjiev a negociar un tratado con Mongolia, y de hecho ni él ni el gobierno tibetano ratificaron nunca el texto. El gobierno ruso manifestó que, como ciudadano de su país, seguramente Dorjiev no podía llevar a cabo una actuación diplomática en nombre del dalái lama. La versión en mongol del tratado la publicó en 1982 la Academia Mongol de las Ciencias.
En cualquier caso, la mayoría de las potencias mundiales continuaron sin reconocer Mongolia ni el Tíbet, que consideraban regiones autónomas bajo soberanía china. Los intereses de las potencias occidentales (particularmente Rusia y el Reino Unido) en estas áreas estaban garantizados gracias a los tratados que habían firmado con la dinastía Qing, que China había prometido respetar. Reconociendo la independencia de Mongolia o del Tíbet, los países occidentales habrían invalidado estos tratados. Además, a las potencias occidentales (y de nuevo especialmente a Rusia y al Reino Unido) les preocupaba que si estos países se declaraban independientes podían caer bajo la influencia de alguna otra potencia, una situación que consideraban peor que mantener el  statu quo , con los dos territorios nominalmente bajo control de una débil China.

## Consecuencias
La información sobre el tratado despertó numerosas suspicacias entre los negociadores británicos de la convención de Simla -que establecería la frontera entre la India y el Tíbet, conocida como línea McMahon-, porque temían que Rusia utilizaría el acuerdo para ganar influencia en el Tíbet. Aunque al final China no firmó el texto de la convención de Simla, el 25 de mayo de 1915 Mongolia, China y Rusia acabaron firmando un acuerdo similar, el Tratado de Kyakhta. El documento establecía la completa autonomía de Mongolia en sus asuntos internos y le concedía algunos privilegios en Rusia en este territorio, aunque al mismo tiempo reconocía formalmente la soberanía de la China sobre Mongolia.